# Войновиці (Лодзинське воєводство)
Войновиці (пол. Wojnowice) — село в Польщі, у гміні Ґідле Радомщанського повіту Лодзинського воєводства.
Населення — 407 осіб (2011).
У 1975-1998 роках село належало до Ченстоховського воєводства.

## Демографія
Демографічна структура станом на 31 березня 2011 року:
|          | Загалом | Допрацездатний вік | Працездатний вік | Постпрацездатний вік |
| -------- | ------- | ------------------ | ---------------- | -------------------- |
| Чоловіки | 216     | 37                 | 155              | 24                   |
| Жінки    | 191     | 33                 | 110              | 48                   |
| Разом    | 407     | 70                 | 265              | 72                   |